# Liste der Herrscher von Monaco
Monaco war seit 969 eine Herrschaft, erhielt 1441 die Souveränität und wurde spätestens seit 1633 als Fürstentum bezeichnet. Es wurde von 1297 bis 1731 – mit Unterbrechungen – vom Haus Grimaldi beherrscht, ab 1731 vom Haus Goyon-Grimaldi. Seit 1949 stellt das Haus Grimaldi-Valentinois das Staatsoberhaupt.

Fürstliches Wappen der Dynastie Grimaldi von Monaco

## Herrscher von Monaco

### Herren (Seigneurs) von Monaco
| Name                                               | Herrschaft | Bemerkungen         |
| -------------------------------------------------- | ---------- | ------------------- |
| Herr von Monaco Rainier I.                         | 1297–1301  |                     |
| Ghibellinische / Genuesische Herrschaft            | 1301–1331  |                     |
| Herr von Monaco Charles I.                         | 1331–1357  |                     |
| Genuesische Herrschaft Herr von Monaco Rainier II. | 1357–1419  | (1357–1407 im Exil) |
| Herr von Monaco Jean I. - (1407–1441)              | 1419–1441  |                     |

Am 20. November 1441 wurde die Lehnsherrschaft über Monaco aufgehoben, und die Herrschaft wurde selbständig.

### SelbständigeHerrenvon Monaco
| Name               | Herrschaft | Bemerkungen                |
| ------------------ | ---------- | -------------------------- |
| Herr Jean I.       | 1441–1454  |                            |
| Herr Catalano      | 1454–1457  |                            |
| Herr Lambert       | 1457–1494  |                            |
| Herr Jean II.      | 1494–1505  |                            |
| Herr Lucien        | 1505–1523  |                            |
| Herr Augustin      | 1523–1532  | (zuvor Bischof von Grasse) |
| Herr Honoré I.     | 1532–1581  |                            |
| Herr Charles II.   | 1581–1589  |                            |
| Herr Hercule       | 1589–1604  |                            |
| „Fürst“ Honoré II. | 1604–1633  |                            |

Auch wenn bereits die bisherigen Grimaldi teilweise aus Höflichkeit als „Prinz“ oder „Fürst“ bezeichnet wurden, besaßen sie diesen Titel nicht offiziell. Honoré II. verwendete in seinen Briefwechseln mit den Spaniern ab etwa 1612 erstmals den Titel „Fürst und Gebieter“, aber erst 1633 erkannte der Hof in Madrid den Fürstentitel an.

### Fürsten von Monaco

#### Haus Grimaldi
| Name                     | Herrschaft                      | Bemerkungen |
| ------------------------ | ------------------------------- | ----------- |
| Fürst Honoré II.         | 1633–1662                       |             |
| Fürst Louis I.           | 1662–1701                       |             |
| Fürst Antoine I.         | 1701–1731                       |             |
| Fürstin Louise-Hippolyte | 20. Februar – 29. Dezember 1731 |             |

#### Haus Matignon-Grimaldi (auch: Goyon-Grimaldi)
| Name                    | Herrschaft                         | Bemerkungen                  |
| ----------------------- | ---------------------------------- | ---------------------------- |
| Fürst Jacques I.        | 1731–1733                          | floh vor den Monegassen 1732 |
| Fürst Honoré III.       | 1733–1793                          | von den Franzosen entthront  |
| Französische Herrschaft | 1793–1814                          |                              |
| Fürst Honoré IV.        | 1814–1819                          |                              |
| Fürst Honoré V.         | 1819–1841                          |                              |
| Fürst Florestan I.      | 1841–1856                          |                              |
| Fürst Charles III.      | 20. Juni 1856 – 10. September 1889 |                              |
| Fürst Albert I.         | 10. September 1889 – 26. Juni 1922 |                              |
| Fürst Louis II.         | 26. Juni 1922 – 9. Mai 1949        |                              |

#### Haus Polignac-Grimaldi (auch: Grimaldi-Valentinois)
| Name               | Herrschaft                  | Bemerkungen |
| ------------------ | --------------------------- | ----------- |
| Fürst Rainier III. | 9. Mai 1949 – 6. April 2005 |             |
| Fürst Albert II.   | 6. April 2005 – amtierend   |             |